# Consejera de Innovación, Industria, Comercio y Turismo
La Consejera de Innovación, Industria, Comercio y Turismo (oficialmente, en valenciano, Consejera d'Innovació, Industria, Comerç y Turisme) es una consejería o departamento del Consejo de la Generalidad Valenciana con las competencias en materia de investigación, ciencia, transformación digital e innovación, comercio y turismo.
Desde 2022 hasta 2023, Consejera de Innovación, Industria, Comercio y Turismo fue Josefina Bueno.

## Estructura
Consejera de Innovación, Industria, Comercio y Turismo de la Generalidad Valenciana se estructuraba en los siguientes órganos:
- La Subsecretaría
- La Secretaría Autonómica de Universidades e Investigación
  - La Dirección General de Ciencia e Investigación
  - La Dirección General de Universidades
- La Secretaría Autonómica de Innovación y Transformación Digital
  - La Dirección General de Innovación
  - La Dirección General para el Avance de la Sociedad Digital
  - La Dirección General para la Lucha contra la Brecha Digital
- La Dirección del Instituto Superior de Enseñanzas Artísticas de la Comunidad Valenciana (ISEACV)

## Organismos adscritos
Diferentes organismos públicos situados dentro del territorio valenciano se encuentran adscritos a la Consejería de Innovación, Universidades, Ciencia y Sociedad Digital de la Generalidad Valenciana:
- Instituto Superior de Enseñanzas Artísticas de la Comunidad Valenciana (ISEACV)
- Agencia Valenciana de Evaluación y Prospectiva (AVAP)
- Agencia Valenciana de la Innovación (AVI)
- Fundación de la Comunidad Valenciana para el Fomento de Estudios Superiores (FFES)
- Consorcio Espacial Valenciano-Val Space Consortium (VSC)